# Куренівська сільська рада
| Куренівська сільська рада — колишній орган місцевого самоврядування у Чечельницькому районі Вінницької області з адміністративним центром у с. Куренівка. Сільській раді підпорядковані населені пункти: - с. Куренівка |

## Склад ради
Рада складалася з 12 депутатів та голови.

## Керівний склад сільської ради
| ПІБ                     | Основні відомості                                                             | Дата обрання | Дата звільнення |
| ----------------------- | ----------------------------------------------------------------------------- | ------------ | --------------- |
| Пипко Микола Степанович | Сільський голова, 1965 року народження, освіта, безпартійний                  | 26.03.2006   | 31.10.2010      |
| Пипко Микола Степанович | Сільський голова, 1965 року народження, освіта середня загальна, безпартійний | 31.10.2010   |                 |

Примітка: таблиця складена за даними джерела